# Raymond Sommer
Raymond Sommer, född 31 augusti 1906 i Mouzon i Frankrike, död 10 september 1950 i Cadours, var en fransk racerförare.
Han var son till den franske aviatören och flygplanskonstruktören Roger Sommer samt bror till industrialisterna Francois Sommer och Pierre Sommer.

## Racingkarriär
Sommer var en stor individualist och tävlade nästan alltid i egen regi trots anbud från flera fabriksstall. Med sina underlägsna bilar kom hans talang aldrig fram i Grand Prix racing. Sommers framgångar kom istället i sportvagnsracing. Han vann Le Mans 24-timmars två gånger. Första gången var 1932 då han tvingades köra 20 av de 24 timmarna själv sedan lagkamraten Luigi Chinetti blivit akut sjuk och andra gången 1933 vann han tillsammans med Tazio Nuvolari. Sommer vann även Spa 24-timmars 1936 .
Sommer återupptog tävlandet direkt efter andra världskriget och körde ett antal grand prix, av vilka han vann fem lopp 1946 och ett 1949, då han vann Salons Grand Prix i en privat Talbot-Lago T26C. Sommer deltog i den första formel 1-säsongen 1950 och kom som bästa fyra i sitt debutlopp i Monaco 1950. I slutet av säsongen förolyckades han vid en lokal tävling i en Cooper på Circuit de Cadours.

## F1-karriär
| Säsong | Stall/Tillverkare                                       | Poäng | Placering |
| ------ | ------------------------------------------------------- | ----- | --------- |
| 1950   | Ferrari Raymond Sommer (Talbot-Lago-Talbot) Talbot-Lago | 3     | 15        |